# Шамуска, Марсело
Марсело Аугусто Оливейра Шамуска (порт.-браз. Marcelo Augusto Oliveira Chamusca; род. 7 октября 1966, Салвадор) — бразильский футбольный тренер и футболист, игравший на позиции опорного полузащитника.
Марсело Шамуска известен как единственный главный тренер, получивший повышение на всех уровнях чемпионата Бразилии.

## Карьера игрока
Марсело Шамуска родился в городе Салвадор (штат Баия) и занимался футболом в молодёжной команде местного клуба «Баия». Проведя два года в основной команде, он впоследствии поиграл за команды «Галисия», «Трези» и «Колатина». Шамуска закончил карьеру игрока в 1993 году.

## Тренерская карьера
Сразу после завершения карьеры игрока Шамуска начал работать в молодёжной команде непримиримого противника «Байи» — «Витории». В 2000 году, после двухлетнего пребывания в «Спорте Ресифи», он вернулся в «Баию».
В 2002 году Шамуска стал работать в качестве помощника главного тренера, а в следующем году был назначен на должность футбольного директора «Палмейрас-Нордесте». В 2004 году он впервые занял пост главного тренера, возглавив КРБ.
В июле 2004 года Шамуска стал помощником своего брата в клубе «Сан-Каэтано». На протяжении нескольких лет он занимал аналогичную должность в клубах «Баия», «Гояс», «Ботафого», «Оита Тринита», «Спорт Ресифи», «Аваи», «Аль-Араби» и «Аль-Джаиш». В 2012 году Шамуска вернулся в Бразилию, будучи назначенным главным тренерером клуба «Витория-да-Конкиста».
30 ноября 2012 года он возглавил «Салгейру», который по итогам сезона 2013, вывел из Серии D в Серию C.
25 ноября 2013 года Шамуска был назначен главным тренером «Форталезы». Едва не выведя ту в Серию B в 2014 году, он перешёл на работу в «Атлетико Гоияниенсе». Там он пробыл всего два месяца и 2 марта 2015 года вернулся в «Форталезу».
С 4 декабря 2015 по 3 марта 2016 года Шамуска занимал должность главного тренера клуба «Сампайо Корреа». 15 апреля 2016 года он был представлен в качестве главного тренера «Гуарани».
Выведя «Гуарани» по итогам сезона 2016 в Серию B, 2 декабря 2016 года Шамуска был назначен главным тренером «Пайсанду». 18 июня следующего года он подал в отставку, перейдя в другой клуб Серии B «Сеара». По итогам того сезона «Сеара» под его руководством добилась возвращения в Серию A. Таким образом Шамуска стал первым тренером, добившимся повышения своих команд во всех четырёх уровнях чемпионата Бразилии.
21 мая 2018 года Шамуска был уволен из «Сеары». 2 сентября он возглавил «Понте-Прету», но в конце того же месяца был уволен.
14 октября 2019 года после неудачного опыта в «Витории» и КРБ, Шамуска был назначен главным тренером «Куябы», также игравшей тогда в Серии B. 11 ноября следующего года, на фоне успешного выступления «Куябы» в Кубке Бразилии, он сменил Рожерио Сени на посту главного тренера «Форталезы», игравшей уже тогда в Серии A. Шамуска вернулся в клуб в третий раз после почти пяти лет отсутствия в нём.
7 января 2021 года он был уволен из «Форталезы» из-за неудовлетворительного состояния команды. 19 февраля он был назначен главным тренером ранее вылетевшего из Серии A «Ботафого».
20 июля 2021 года из-за плохих результатов Шамуска был уволен из «Ботафого», а уже 18 августа он сменил Элио дос Анжоса на посту главного тренера другого клуба Серии B «Наутико». Но 22 сентября Шамуска расторг соглашение с ним по взаимному согласию.
18 мая 2022 года Шамуска спустя почти шесть лет вернулся в «Гуарани», но уже 25 июня был уволен оттуда, успев поруководить командой лишь в шести матчах. 9 ноября он был назначен главным тренером «Томбенсе».
5 июня 2023 года Шамуска был уволен из «Томбенсе» после того, как клуб осел в зоне вылета Серии B. 25 июня он возглавил другую команду лиги «Ботафого» из Рибейран-Прету, заменив уволенного Адилсона Батисту.

## Личная жизнь
Старший брат Шамуски, Периклес, также в прошлом был футболистом, а ныне работает футбольным тренером.

## Достижения

### В качестве игрока
«Баия»
- Чемпион штата Баия (до 17): 1985, 1986
- Чемпион штата Баия: 1987, 1988

### В качестве тренера
«Форталеза»
- Чемпион штата Сеара: 2015[англ.]

«Пайсанду»
- Чемпион штата Пара: 2017[англ.]

«Сеара»
- Чемпион штата Сеара: 2018[порт.]

«Куяба»
- Обладатель Кубка Верди: 2019[англ.]